# New Camellia
Die New Camellia (japanisch ニューかめりあ) ist ein 2004 in Dienst gestelltes Fährschiff der japanischen Reederei Camellia Line. Sie steht auf der Strecke von Fukuoka nach Busan in Südkorea im Einsatz.

## Geschichte
Die New Camellia wurde am 18. September 2003 als Einzelschiff unter der Baunummer 1104 in der Werft von Mitsubishi Heavy Industries in Shimonoseki auf Kiel gelegt und lief am 20. Februar 2004 vom Stapel. Nach der Ablieferung an die Camellia Line mit Sitz in Tokio am 28. Juni 2004 nahm sie am 5. Juli 2004 den Fährdienst zwischen Fukuoka (vom Hafen Hakata) und Busan auf.
Die New Camellia fährt einmal täglich von Fukuoka nach Busan und zurück. Für eine einfache Fahrt benötigt das Schiff etwa fünfeinhalb Stunden. Zu den Einrichtungen an Bord gehören ein Restaurant, ein Duty-free-Shop, eine Aussichtslounge, ein Karaoke-Raum, ein Spielzimmer sowie öffentliche Bäder (Sentōs). Die Passagiere können zwischen Kabinentypen der Ersten und Zweiten Klasse mit 2 bis zu 24 Personen wählen.